# Volejbol'nyj klub Lokomotyv Zbirna Charchivs'koï oblasti № 1
La Volejbol'nyj klub Lokomotyv Zbirna Charchivs'koï oblasti № 1 (in ucraino волейбольний клуб Локомотив Збірна Харківської області № 1?) è un club di pallavolo maschile ucraino, con sede a Charkiv: milita nel campionato russo di Superliha.

## Storia
La Lokomotyv Charkiv è stata fondata nel 1973 da Nikolai Semenovich Konarev, allora capo delle ferrovie del Sud del paese. Le Southern Railway diventano così proprietarie del neonato club pallavolistico.

Già nella stagione 1977-78 ottiene la medaglia di bronzo nel Campionato sovietico di pallavolo maschile, mentre giunge quarto nel 1983-84.

Nel 1991, a seguito della dissoluzione dell'Unione Sovietica, si iscrive al neonato campionato ucraino di pallavolo maschile, la Superleague.

Dopo un secondo posto all'esordio, alla terza partecipazione si laurea per la prima volta nella sua storia Campione di Ucraina, nella stagione 1993-94. Nel 1996 arriva il secondo successo, mentre dal 2001 al 2005 vince 5 titoli consecutivi, nel periodo più ricco di successi della sua storia.

Nello stesso periodo ottiene infatti 3 successi nella Coppa di Ucraina (2002, 2003 e 2005) e soprattutto la vittoria della Top Teams Cup 2002-03, ottenuta battendo in finale la squadra rumena del Deltacons Tulcea per 3-1.

A seguito del quinquennio d'oro, a causa di alcuni problemi finanziari, viene avviata una rifondazione a favore dei giovani, che porta alla cessione di tutti i giocatori più forti a favore di quelli della juniores. Al 5º posto del 2005-06 ha fatto seguito, nella stagione successiva, la vittoria di campionato e coppa. Nel 2007-08 vince la sua quinta Coppa di Ucraina, mentre nel 2008-09 torna a centrare l'accoppiata nazionale campionato-coppa, impresa ripetuta anche nelle due stagioni successive.

A partire dalla stagione 2011-12 la dirigenza prende la storica decisione di abbandonare il campionato ucraino con la squadra principale e iscriversi alla Superleague russa.
Nel 2019 cambia la propria denominazione ufficiale in Volejbol'nyj klub Lokomotyv Zbirna Charchivs'koï oblasti № 1.

## Rosa 2012-2013
| N° | Nome                 | Ruolo | Data di nascita   | Nazionalità sportiva |
| -- | -------------------- | ----- | ----------------- | -------------------- |
| 3  | Dmytro Storožylov    | P     | 1º giugno 1986    | Ucraina              |
| 4  | Jevhen Kapajev       | S     | 30 maggio 1989    | Ucraina              |
| 5  | Vladimir Ivanov      | S     | 5 marzo 1985      | Russia               |
| 8  | Volodymyr Tataryncev | S     | 19 marzo 1980     | Ucraina              |
| 9  | Serhij Tjutlin       | O     | 3 agosto 1989     | Ucraina              |
| 10 | Dmytro Terëmenko     | C     | 1º febbraio 1987  | Ucraina              |
| 11 | Mykola Rudnyckyj     | C     | 18 settembre 1981 | Ucraina              |
| 12 | Denys Fomin          | L     | 21 luglio 1986    | Ucraina              |
| 13 | Kostjantyn Rjabucha  | C     | 29 aprile 1988    | Ucraina              |
| 14 | Frank Depestele      | P     | 3 settembre 1977  | Belgio               |
| 16 | Pylyp Harmaš         | L     | 21 aprile 1989    | Ucraina              |
| 17 | Jurij Tomyn          | O     | 23 dicembre 1988  | Ucraina              |
| 18 | Jan Jereščenko       | S     | 6 aprile 1990     | Ucraina              |

## Palmarès
- Campionato ucraino: 16

1993-94, 1995-96, 2000-01, 2001-02, 2002-03, 2003-04, 2004-05, 2006-07, 2008-09, 2009-10,
2010-11, 2011-12, 2012-13, 2013-14, 2014-15, 2015-16
- Coppa d'Ucraina: 13

2001-02, 2002-03, 2004-05, 2006-07, 2007-08, 2008-09, 2009-10, 2010-11, 2011-12, 2012-13,
2013-14, 2014-15, 2015-16
- Supercoppa ucraina: 1

2017
- Top Teams Cup: 1

2003-04

## Denominazioni precedenti
- 1977-2019: Volejbol'nyj klub Lokomotyv Charkiv